# University of Michigan Press
University of Michigan Press és una editorial que forma part de Michigan Publishing, de la Biblioteca de la Universitat de Michigan. Publica 170 títols nous a l'any en els àmbits de les humanitats i ciències socials. Les obres publicades per l'editorial han rebut nombrosos guardons, incloent-hi el Premi Literari Lambda, el Premi PEN/Faulkner de Ficció, el Premi Joe A. Callaway i el Premi Literari Nautilus. Ha publicat obres d'autors guardonats amb el Premi Pulitzer, la Medalla Nacional d'Humanitats i el Premi Nobel d'Economia.